# Ester (rozhledna)
Ester je dřevěná rozhledna v Izraelském Jeruzalémě. Má výšku 16 metrů, byla navržena Hutí architektury Martin Rajniš a v Česku také vyrobena. Jedná se o specificky jedinou vyhlídkovou věž ve městě. Byla otevřena 10. listopadu 2017. Projekt trval devět měsíců a stál 6,5 milionů korun, zčásti ho financovala Česká republika, zčásti Izrael a zčásti sám umělec. Tvar budovy byl inspirován kvetoucím kaktusem. Stojí na zahradě bývalého leprosária Hansen House.
Tento unikátní česko-izraelský projekt, je nejen symbolickým vyjádřením tradičně vřelých vztahů obou zemí v rovině politické, ekonomické i kulturní, ale i největší kulturní akcí od znovuobnovení diplomatických vztahů mezi oběma zeměmi v roce 1990. Jeho realizace byla umožněna nejen díky přispění obou států, ale z 50% i díky podpoře mnoha lidí a firem, kteří chtějí podpořit česko-izraelské vztahy.